# Chuck Burgi
Chuck Burgi (15. srpna 1952, Montclair, New Jersey) je americký bubeník, bratr herce Richarda Burgie. 
Hraje nebo hrál s Al Di Meola, Brand X, Rainbow, Blue Öyster Cult, Meat Loaf nebo Bon Jovi.